# Wilhelm Jocher
Wilhelm Jocher (* 15. November 1565 in Mauterndorf; † 3. Mai 1636 in München) war ein deutscher Jurist, bayerischer Geheimrat und enger Berater Maximilians I. von Bayern.

## Leben
Wilhelm Jocher kam als Sohn des Christoph Jocher († 1594) und der Lucretia Kellner im Lungau zur Welt, wohin die Vorfahren der Familie aus dem oberbayerischen Joch am Kochelsee ausgewandert waren. Jocher studierte die Rechte an der Universität Ingolstadt und wurde dort 1592 promoviert. Anschließend wirkte er bis 1604 als Assessor am Reichskammergericht zu Speyer, trat dann als Pfleger von Dachau in bayerische Dienste, seit 1611 als Geheimer Rat. Als „Kronjurist“ (Dieter Albrecht) Maximilians I. war Jocher an zentralen Entscheidungen der bayerischen Politik der Epoche beratend beteiligt: dem Donauwörther Ereignis (ab 1607), der Gründung der Katholischen Liga  (1609), dem Abschluss des Münchner Vertrages (1619), der Ächtung Friedrichs V.  von der Pfalz und der Übertragung der Kurwürde auf Maximilian nach der Schlacht am Weißen Berg (1620) und den langjährigen Bündnisverhandlungen zwischen Bayern und Frankreich, die schließlich zum Vertrag von Fontainebleau (1631) führten. Jocher fertigte 1621 aus dem in Prag zurückgelassenen Aktenmaterial Friedrichs V.  die Kampfschrift Fürstlich Anhaltische gehaimbe Canzley, durch die eine Konspiration der böhmischen Rebellen mit dem europäischen Protestantismus zum Umsturz der Reichsverfassung belegt und damit die Intervention von Kaiser und Liga gerechtfertigt werden sollte. Anfang der 1630er Jahre zog sich Jocher gesundheitsbedingt langsam aus der Politik zurück. Er wurde neben seiner Frau Anna von Mittersbach († 1630), die er 1604 geheiratet hatte, in einer Seitenkapelle der Dachauer Stadtpfarrkirche St. Jakob beigesetzt.

## Endnoten
1. ↑  Georg Schmidt: Die Reiter der Apokalypse. Geschichte des Dreißigjährigen Krieges. München 2018, S. 197 f.

| Personendaten    | Personendaten                                                                       |
| ---------------- | ----------------------------------------------------------------------------------- |
| NAME             | Jocher, Wilhelm                                                                     |
| KURZBESCHREIBUNG | deutscher Jurist, bayerischer Geheimrat und enger Berater Maximilians I. von Bayern |
| GEBURTSDATUM     | 15. November 1565                                                                   |
| GEBURTSORT       | Mauterndorf                                                                         |
| STERBEDATUM      | 3. Mai 1636                                                                         |
| STERBEORT        | München                                                                             |